# プラダを着た悪魔
『プラダを着た悪魔』（プラダをきたあくま、英語: The Devil Wears Prada）とは、2003年4月に刊行されたローレン・ワイズバーガーによるアメリカ合衆国の小説作品、及び2006年に公開されたアメリカ映画。

## 概要
ジャーナリスト志望の主人公が悪魔のような最悪の上司の下で前向きに頑張る姿を描いた物語である。主人公の姿が同世代の女性から支持を受け、ベストセラーとなった。27か国語に翻訳されており、日本語訳は早川書房より発行されている。
著者のワイズバーガー自身も主人公と同様、『ヴォーグ』で編集長アシスタントをしていた経歴を持つ。この作品は彼女の実体験が基となっているとされ、同誌のカリスマ編集長アナ・ウィンターが作中に登場する編集長のモデルであるという噂がある（実際に、ファッション界でのアナの君臨ぶりは、鬼編集長として噂になるほどである）。だが、ワイズバーガーはこれを否定している。また、編集長の移動手段は運転手付きリムジン、アシスタント数名を従え、お洒落な個室を執務室に持つなど、日本のファッション雑誌の編集長では考えられないような待遇も描かれている。
映画版は編集長ミランダ役にアカデミー賞女優のメリル・ストリープ、主人公アンドレア役には『プリティ・プリンセス』シリーズのアン・ハサウェイが配役され、2006年6月30日より全米で拡大公開された。原作のテイストをふまえた愉快な作品に仕上がっている。興行収入は1億2000万ドルを越えたヒット作となっている。
映画版の大ヒットを受け、20世紀FOXのテレビスタジオが原作のテレビシリーズ化権を獲得。30分のテレビシリーズとして製作し、もし実現すれば2007年より放送される予定であった。2013年には続編にあたる「Revenge Wears Prada: The Devil Returns」が発刊された。日本の出版社により、大学英語での教科書としても採用されている。

## あらすじ
名門ブラウン大学（映画版ではノースウェスタン大学）を卒業し、ジャーナリストを目指すために田舎からニューヨークへとやってきたアンドレア・サックス（アン・ハサウェイ）（以下アンディ）は、なぜか幸運にも世界中の何百万人ともいえる女性の憧れとする仕事、ファッション雑誌『ランウェイ』の編集部・編集長でファッション業界に絶大な影響力を誇る、ミランダ・プリーストリー（メリル・ストリープ）の第二アシスタントとなった。
だが、ミランダは仕事の用事だけでなく、自身の私生活や、自分の身の回りの世話までもをアシスタントに押し付けるなどの横暴を発揮する最悪の上司であり、今までに何人もがこの仕事を辞めていたのであった。ファッションには何の興味もなかった彼女であるが、本来の目的である「文芸誌での仕事」への足がかりとして、彼女の悪魔のような要求に耐え、成長していく。その中でアンディは、ファッションとアシスタントの仕事の面白さに目覚めていく。

## 登場人物

### ランウェイ誌の関係者
アンドレア・サックス
主人公。ファッション誌『ランウェイ』編集長ミランダの新人アシスタントに採用される。ノースウエスタン大学出身。本来はジャーナリスト志望であり、「ミランダのアシスタントを1年務めれば、どんな仕事にもつけるようになる」というエミリーの言葉を信じて、1年だけ我慢してアシスタントを続けることにする。ファッションには一切興味がなかったが、ランウェイでの仕事を通して次第にファッションへ興味を持っていく。
ミランダ・プリーストリー
ファッション誌『ランウェイ』の編集長。ファッションに関して極めて有能な編集者であり、ファッション業界に絶大な影響力がある。ファッションセンスのないアンドレアに、こと細かく辛辣な言葉で接する。プライバシーに神経質で、他人が自宅に入ることを嫌っている。
エミリー
ミランダのシニア・アシスタント。第二アシスタントであったが、当時の第一アシスタントが辞めたことから昇格した。アンディの意地悪な同僚で、他の人と共にアンディを嘲笑い、貶すことも。
アリソン
ミランダの元アシスタント
ジェームズ
同誌ビューティ部のアソシエイト・エディター。アンドレアの相談に乗り、ファッションコーディネートを行う心優しい上司。
ナイジェル
ファッション・ライター
クリスチャン・コリンズワース
作家
エドアルド、ミッキー
イライアス-クラーク社のガードマン

### ミランダの関係者
- ミスタ・トムリンソン - ミランダの夫
- キャシディ、キャロライン - ミランダの双子の娘
- キャラ - ミランダの娘のベビーシッター

### アンドレアの関係者
- アレックス・ファインマン- アンドレアの恋人。国語教師
- リリー - アンドレアの親友。コロンビア大学ロシア文学専攻の大学院生
- ジル - アンドレアの姉
- カイル - アンドレアの義兄。ジルの夫

## 映画版
2006年公開。監督は『セックス・アンド・ザ・シティ』や『バンド・オブ・ブラザーズ』などのHBO作品で演出を務めたデビッド・フランケル。衣裳も『セックス・アンド・ザ・シティ』のパトリシア・フィールドが手掛け、俳優達の着ているプラダなどの衣装も話題となった。
撮影は2005年の10月から12月に掛けてニューヨークやパリで行なわれた。
週末3日間の興行収入は2753万7244ドルで第2位。同日公開作の『スーパーマン リターンズ』に次ぐ記録である（ちなみにこの映画の上映館数はその半分であった）。
メリル・ストリープの演技は批評家から絶賛を受け、自身14回目となるアカデミー賞候補となる。
第63回ヴェネツィア国際映画祭や第19回東京国際映画祭で特別招待作品として上映されている。

### キャスト
| 役名                         | 俳優                             | 日本語吹き替え | 日本語吹き替え |
| 役名                         | 俳優                             | ソフト版       | 日本テレビ版   |
| ---------------------------- | -------------------------------- | -------------- | -------------- |
| ミランダ・プリーストリー     | メリル・ストリープ               | 宮寺智子       | 夏木マリ       |
| アンドレア・サックス         | アン・ハサウェイ                 | 小松由佳       | 小林沙苗       |
| エミリー・チャールトン       | エミリー・ブラント               | よのひかり     | 松谷彼哉       |
| ナイジェル                   | スタンリー・トゥッチ             | 小形満         | 岩崎ひろし     |
| ネイト                       | エイドリアン・グレニアー         | 永井誠         | 加瀬康之       |
| クリスチャン・トンプソン     | サイモン・ベイカー               | 真殿光昭       | 東地宏樹       |
| リリー                       | トレイシー・トムズ               | 清水千恵       | 浅野まゆみ     |
| ダグ                         | リッチ・ソマー                   | 大久保利洋     | 吉野貴宏       |
| ジェームズ・ホルト           | ダニエル・サンジャタ             | 鉄野正豊       | 山野井仁       |
| キャロライン・プリーストリー | コリーン・デンジェル             |                |                |
| キャシディ・プリーストリー   | スザンヌ・デンジェル             |                |                |
| リチャード・サックス         | デヴィッド・マーシャル・グラント | 石波義人       | 横島亘         |
| アーヴ・ラヴィッツ           | ティボー・フェルドマン           | 秋元羊介       | 金尾哲夫       |
| ジョスリン                   | レベッカ・メイダー               |                | 恒松あゆみ     |
| ジャクリーヌ・フォレ         | ステファニー・ショスタク         |                | 高乃麗         |

- ソフト版吹き替え - DVD・BD収録

その他吹き替え - 勝田晶子、須部和佳奈、若泉絵子、岸本周也
演出：二瓶紀六、翻訳：松田順子、調整：オムニバス・ジャパン、制作：東北新社
- 日本テレビ版吹き替え - 初回放送2010年1月15日『金曜ロードショー』

その他吹き替え - 小室正幸、安藤みどり、広田みのる、安永亜季、上田燿司
演出：鍛治谷功、翻訳：古瀬由紀子、調整：長井利親、効果：リレーション、制作担当：佐藤陽子／工藤美紀（ブロードメディア・スタジオ）、日本語版制作：ブロードメディア・スタジオ、プロデューサー補：野地玲子／小川みゆき、プロデューサー：明比雪／稲毛弘之（日本テレビ）

### スタッフ・他
- 監督：デヴィッド・フランケル
- 製作：ウェンディ・フェネルマン

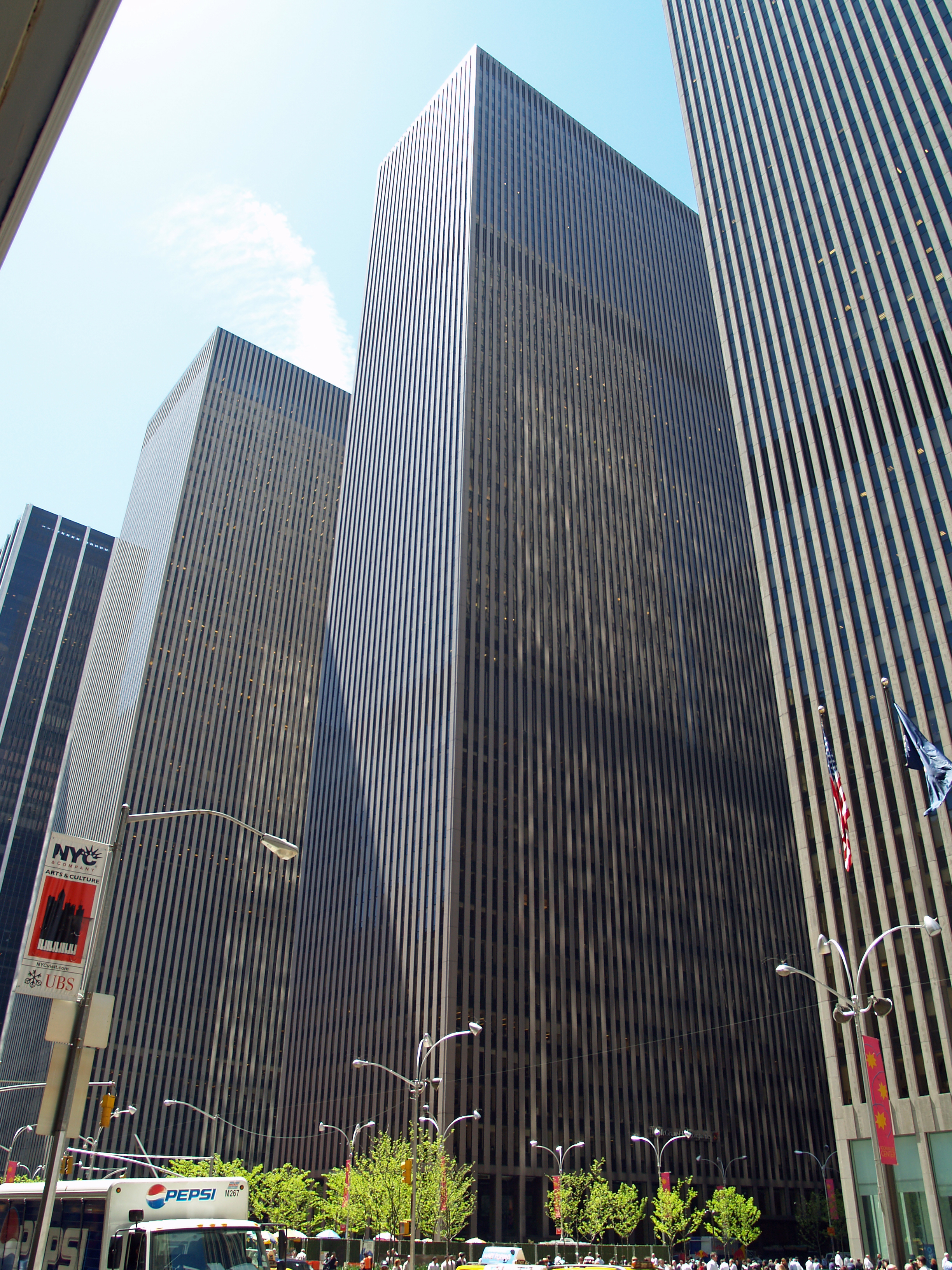
劇中で「ランウェイ」の版元として登場したマグロウヒルビル（ニューヨーク市）

- 製作総指揮：カレン・ローゼンフェルト、ジョー・カラッシオロ・ジュニア
- 脚本：アライン・ブロッシュ・マッケンナ
- 撮影：フロリアン・バルハウス
- 編集：マーク・リヴォルシー
- 美術：リリー・キルヴァート
- 衣装デザイン：ジョセフ・G・オーリシ
- 作曲：セオドラ・シャピロ
- 劇中使用楽曲

オープニングクレジットのKTタンストールの「Suddenly I See」を始め、マドンナの「Jump」「Vogue」やU2、アラニス・モリセットなどの楽曲が使われた。

### 評価
レビュー・アグリゲーターのRotten Tomatoesでは195件のレビューで支持率は75%、平均点は6.60/10となった。Metacriticでは40件のレビューを基に加重平均値が62/100となった。

### 日本におけるこの映画の情報
日本では全米公開より約5か月遅れての公開となる。日本版の宣伝ポスターの一つにはモデルの押切もえの足をあしらった物を使っている。プロモーションには、出演者だけでなく、衣装担当として高い評価を受けたパトリシア・フィールドも来日。映画のプロモーションで衣装担当者が来日するのは稀である。
- 公開日：2006年11月18日
- マスターチェーン：日比谷スカラ座など全国東宝洋画系劇場にて公開
- サントラCD販売：ワーナーミュージック・ジャパン
- 字幕：松浦美奈
- キャッチコピー：
  - 恋に仕事にがんばるあなたの物語
  - こんな最高の職場なら、死んでもいい！
  - こんな最悪の上司の下で、死にたくない！

### 地上波放送履歴
| 回数 | テレビ局   | 番組名（放送枠名） | 放送日                                   | 放送時間      | 放送分数 | 吹替版       | 視聴率 |
| ---- | ---------- | ------------------ | ---------------------------------------- | ------------- | -------- | ------------ | ------ |
| 1    | 日本テレビ | 金曜ロードショー   | 2010年1月15日（金） 2020年10月16日（金） | 21:00 - 22:54 | 114分    | 日本テレビ版 | 11.8%  |
| 2    | テレビ朝日 | 日曜洋画劇場       | 2011年3月20日（日）                      | 21:00 - 22:54 | 114分    | 日本テレビ版 | 11.5%  |
| 3    | 日本テレビ | 金曜ロードSHOW!    | 2013年6月7日（金）                       | 21:00 - 22:54 | 114分    | 日本テレビ版 | 11.1%  |
| 4    | 日本テレビ | 金曜ロードSHOW!    | 2020年10月16日（金）                     | 21:00 - 22:54 | 114分    | 日本テレビ版 | 9.5%   |

- 視聴率はビデオリサーチ調べ、関東地区・世帯・リアルタイム。

## 映画と小説の相違点
ワイスバーガーの小説の筋書きの基礎は元のままだが、細かいところに多数の変更が行われた。映画の脚本家アライン・ブロッシュ・マッケンナが物語の最後のほうで小説と全く違う危機を作ったので多くの登場人物に変更が必要となった。

### 筋書き
小説ではクライマックスでアンドレアはミランダと対決せざるを得なくなる。ニューヨークから戻り、リリーが自動車事故に巻き込まれ昏睡状態になった時のことである。アンドレアの友達と家族が電話で立ち上がるよう後押しをする。ランウェイの編集長からミランダを下ろそうという陰謀に関係する話は全て映画用に作成されたものである。アンドレアがミランダに決別する時、人前で「Fuck you Miranda. Fuck you」と罵るが、映画では単に噴水のそばに携帯電話を投げ込むだけである。
クライマックスのためにそれまでの細かいところが変更されたり加えられたりした。エライアス・クラーク社の社長Irv Ravitzは映画では非常に重要な役割を担っている。チャリティーパーティーで具合の悪いエミリーが口ごもった際、アンドレアがうまくフォローしたシーンが追加されている。エミリーがパリに行けなくなったのは小説では単核球増多症のせいである。アンドレアへの共感を減らす可能性のあったモラルの板ばさみから彼女を解放するため、リリーに代わってエミリーが自動車事故に遭うように変更された。
その後小説のアンドレアは残った服を中古屋に$38,000で売り、今後の小説家生活の貯えにする。彼女は結局、セブンティーンで短編小説を売り出した時から出版に戻るが、その際エライアス・クラーク社のところに帰ってほかの会社の雑誌"The Buzz"でのフリーランスのポストについて話し合う。

### 登場人物
映画では主な登場人物は全員、小説から少なくともいくらか変更されている。
アンドレアは小説ではブラウン大学卒業であったが、映画ではノースウェスタン大学卒業の設定に変更されている。またコネチカット州出身でなくオハイオ州出身になっている。映画で彼女の仕事の要望はニューヨークで新聞報道を書くことである。小説ではエミリーはアンドレアにもっと優しく、同じ位ミランダを恐れている。たまに受動性攻撃行動をする。ネイトは小説でアレックスという名前であり、ブロンクスのTeach for Americaで料理を教えているのではなく、小学校の教師をしている。小説ではアンドレアと一緒に住んではいない。
最も大きく変更された人物はリリーである。小説での彼女の役割はもっと大きく、彼女とアンドレアは8年生（日本での中2。アメリカの普通教育は一貫制になっている）からの親友で同じ大学に行っていた。職業はギャラリー経営ではなく小説ではコロンビア大学の大学院生でロシア文学を専攻している。勉強のストレスからバーで男漁りをするようになり飲酒問題を起こす。その結果交通事故を起こし、アンドレアとミランダのクライマックスの対決につながる。
アンドレア、アレックス（ネイト）、ミランダはみなユダヤ系であるが、映画に登場人物の民族性の記述は無い。
メインで無い登場人物の中でジェームス・ホルトとジャクリーン・ファレが映画では目立っている。2人は映画オリジナルのキャラクターで小説には登場しない。またランウェイにはゲイの社員数人がナイジェル一人にまとめられている。彼は、小説のアンドレ・レオン・タリーとだいぶ違っている。ミランダのベビーシッター、カラとElias-Clarkの警備員は映画未登場である。クリスチャンだけが映画と小説で同じである（名前は同様に変えられている）。